# Ancien château de Blérancourt
L'ancien château de Blérancourt est situé à Blérancourt, en France.

## Description

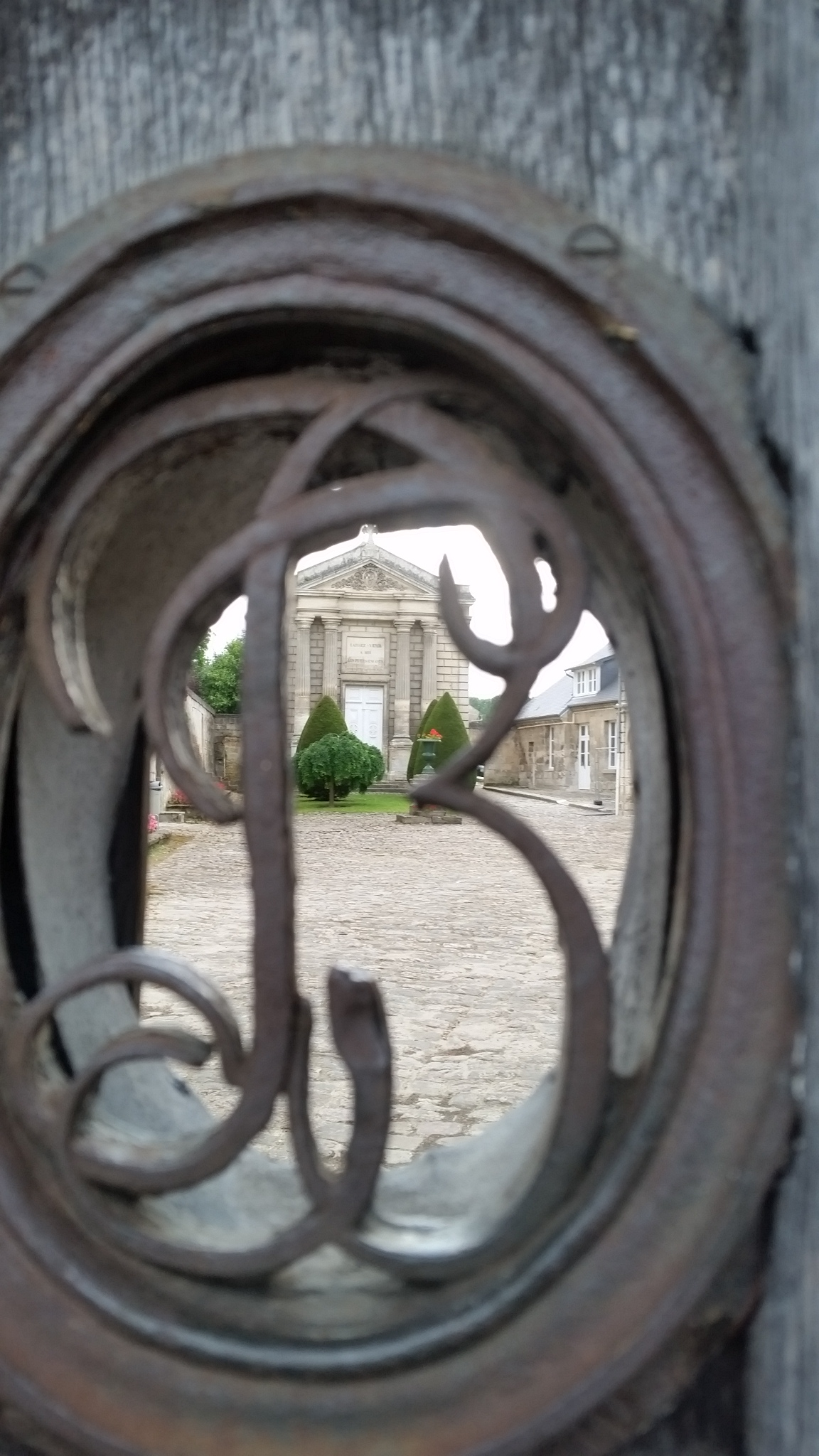
Vue intérieur de l'ancien château de Blérancourt.

## Localisation
Il est situé rue Lecat sur la commune de Blérancourt, dans le département de l'Aisne.

## Historique
En 1661, Bernard Potier décide de fonder dans le fief Fourcroy (XVe siècle) un orphelinat à la place de l'ancienne maladrerie. Ce fut la première fondation d'enfants reconnue par le roi. À la veille de la Révolution, l’orphelinat était aux bons soins des nonnes du couvent des Feuillants, jusqu’en 1792, date de l’abolition des congrégations. Devenu alors bien d’État, l’Hospice des orphelins fut géré par une commission de municipalité. Après la Seconde Guerre mondiale, l'orphelinat redevient la propriété de la Fondation de Blérancourt avant d'être repris en 1957 par l'Association le Moulin Vert, qui y installe une structure d’accueil pour les enfants présentant un handicap mental.
Le monument est inscrit au titre des monuments historiques en 1927.